# Jean Favier
Jean Favier (París, 2 de abril de 1932-12 de agosto de 2014), fue un historiador francés especializado en el Medioevo. 

## Vida
De 1975 a 1994 fungió como director del Archivo Nacional de Francia. En 1994 fue nombrado  presidente de la Biblioteca Nacional de Francia y en 1997 dirigió la comisión nacional francesa ante la Unesco. Fue miembro de la Academia de las inscripciones y lenguas antiguas de 1985 hasta su muerte.

## Obra
Entre otras:
- Las finanzas pontificales en la época del gran cisma de occidente (1966).
- Felipe el hermoso (1971).
- La guerra de los cien años (1980).
- François Villon (1982).
- Los grandes descubrimientos (1991).